# Aeroportul Keflavík
Aeroportul Keflavík (în islandeză Keflavíkurflugvöllur) (IATA: KEF, ICAO: BIKF) este un aeroport din Keflavík⁠(d), Reykjanesbær, Southern Peninsula Region⁠(d), Islanda ce deservește zona Njarðvík⁠(d). Aeroportul a fost tranzitat în 2023 de 7.776.147 de pasageri. A fost deschis în 1943 și numit după Keflavík⁠(d).
Situat la o altitudine de 52 m, aeroportul dispune de 2 piste. Este operat de Isavia⁠(d).

## Infrastructură

### Piste
Aeroportul dispune de 2 piste. Pista 01/19 are suprafața de asfalt și dimensiunile 3.054 m × 60 m. Pista 10/28 are suprafața de asfalt și dimensiunile 3.065 m × 60 m. 